# National Museum (Ghana)

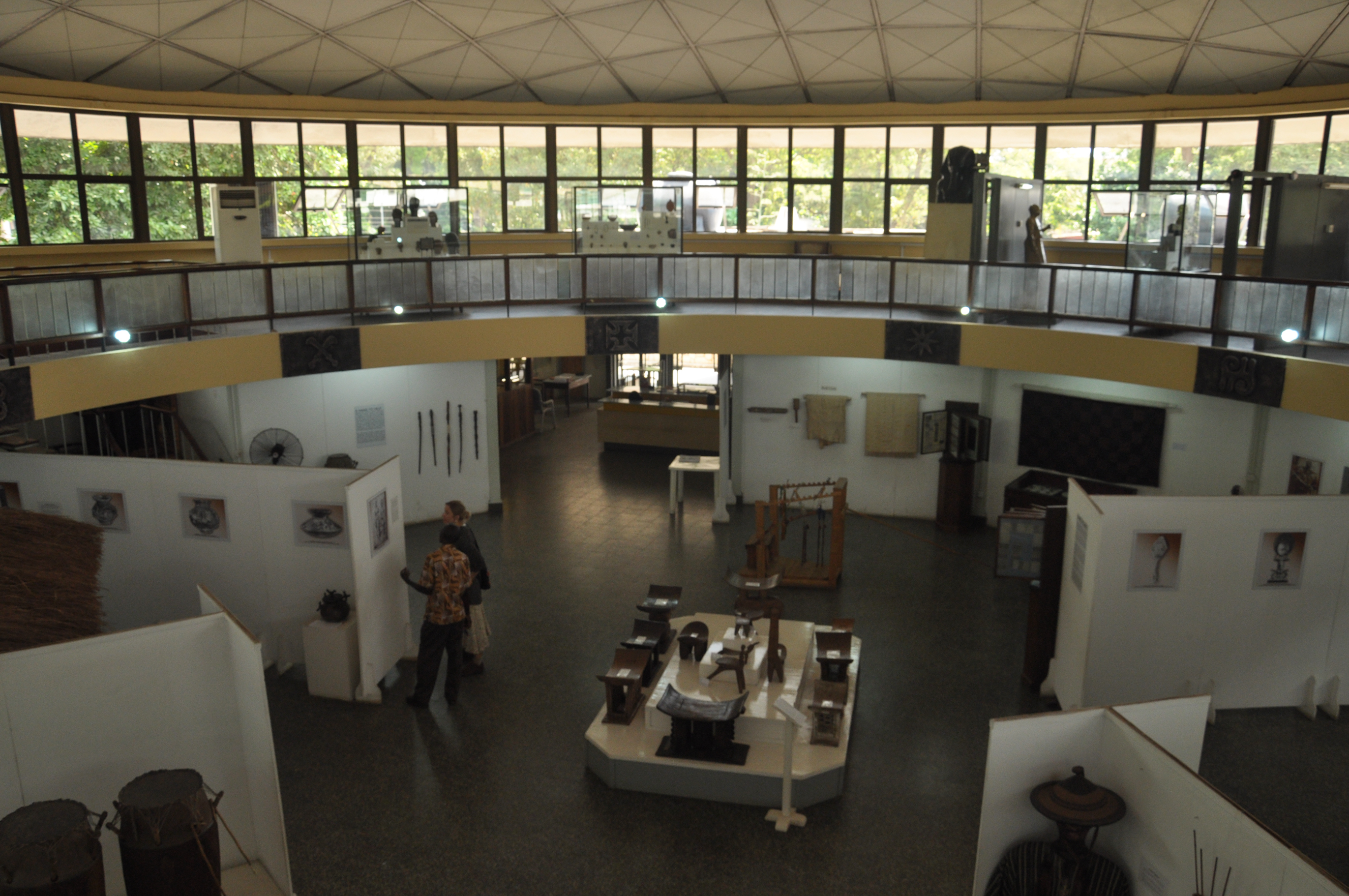
Innenansicht des Museums

Das National Museum of Ghana ist ein Museum in Ghana, das in Accra, der Hauptstadt des Landes,  gelegen ist.

## Lage
Das National Museum of Ghana liegt in der Barnes Road im Zentrum der von Accra in unmittelbarer Nähe zum Ghana National Museum of Science and Technology, dem ghanaischen Museum für Wissenschaft und Technik. Das Museum befindet sich in einem zweistöckigen Gebäude und wird neben den Touristen auch regelmäßig von Schulklassen frequentiert.

## Geschichte
Es ist das älteste und größte von sechs Museen, die unter der Verwaltung des Gremiums der Museen und Monumente in Ghana (Ghana Museums and Monuments Board) stehen.
Arnold Walter Lawrence, Professor für Archäologie am University College of the Gold Coast in Accra, war wesentlich an der Gründung und Eröffnung beteiligt. Am 6. März 1957 wurde es im Rahmen der Feiern zur Unabhängigkeit Ghanas von Großbritannien unter Teilnahme von Marina, Herzogin von Kent eröffnet. 

## Ausstellungen

### Permanente Ausstellung
Die feste Ausstellung umfasst archäologische Fundstücke wie frühzeitliche Exponate, aber auch umfangreiches Material zur vorkolonialen Geschichte und Kultur sowie zur Kolonialzeit und zu neueren Ausstellungsstücken.
Eindrucksvoll ist die Ausstellung der Aschanti-Goldgewichte, die hier in vielen Einzelstücken die Variationsbreite der alten Wiege- und Zahlungspraxis im Aschantireich darstellen. Gerade diese kunstvollen Miniaturgoldskulpturen sind unter Sammlern sehr beliebt und selten in einem solchen Umfang wie im National Museum in Ghana zu sehen.
Neben den Goldgewichten finden sich auch traditionelle Instrumente und Holzstühle der Chiefs, also der Stammeshäuptlinge. Auch traditionelle Kentestoffe und alte Töpferwaren werden ausgestellt und deren Bedeutung in englischer Sprache erklärt. Aufgrund von Vereinbarungen mit Museen anderen afrikanischer Länder sind einige Ausstellungsstücke aus Nachbarländern Ghanas und weiteren afrikanischen Ländern zu sehen.
Einige wenige Bilder von aktuellen Künstlern sind ebenfalls zu sehen.
Im Wesentlichen stammen die Ausstellungsstücke aus dem Eigentum oder ehemaligen Eigentum von Verwaltungsbeamten der Kolonialzeit oder wurden von traditionellen Herrschern und Archäologen zur Verfügung gestellt.

### Wechselnde Ausstellungen
Bis Januar 2006 war die Peace Corps Ghana Visual Arts Exhibition im National Museum in Accra mit dem Thema Arts, Lovinf Life zu sehen. Die Ausstellung behandelte die Immunschwächekrankheit AIDS.
Ab November 2007 wurde die Wanderausstellung Brocken Memory (Geschichte und Enteignung von Kulturgütern reflektiert in zeitgenössischer Kunst) im National Museum gezeigt, nachdem sie im September 2007 im Musée National du Mali in Bamako eröffnet wurde. Ab Januar 2008 wurde die Ausstellung im Musée d´Art Africain in Dakar im Senegal gezeigt. Anschließend kommt die Ausstellung nach Europa.

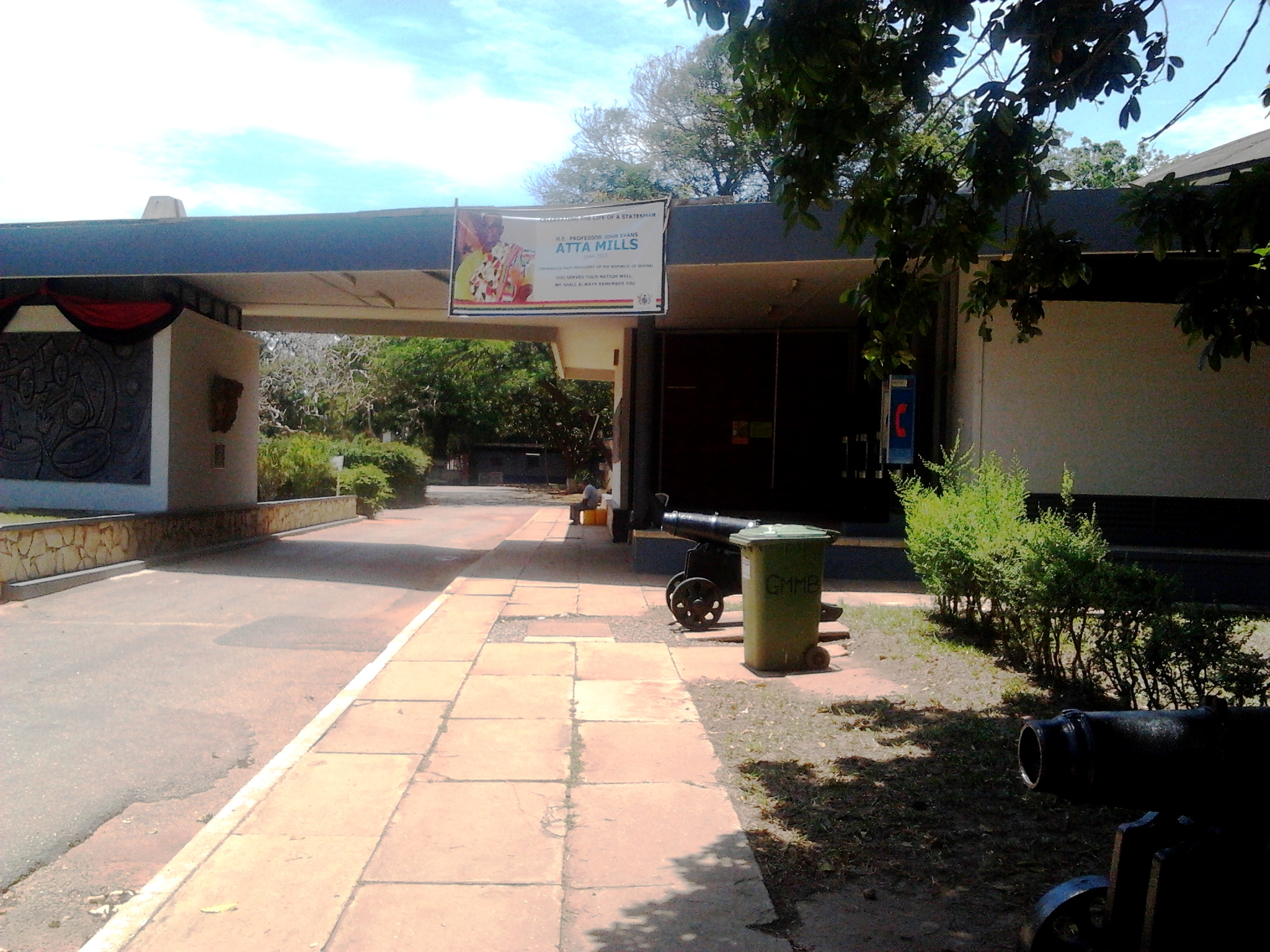
Haupteingang
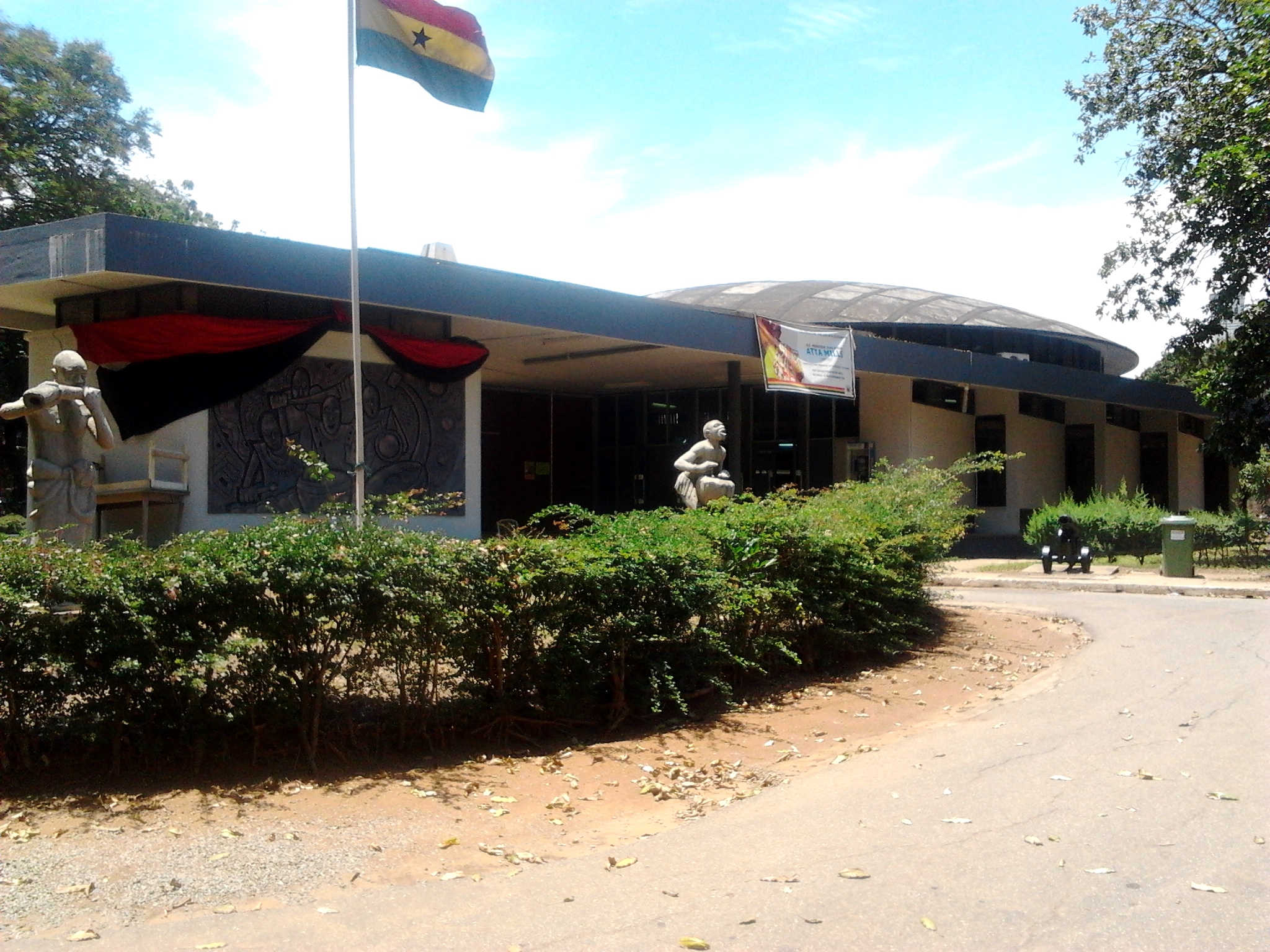